# Науберт, Христина Бенедикта Евгения
Христина Бенедикта Евгения Науберт (нем. Christiana Benedicta Naubert, урожденная Гебенштрейт (Хебенштрайт) нем. Hebenstreit, 1756—1819) — немецкая писательница-романистка.

## Биография
Христина Бенедикта Евгения Гебенштрейт родилась 13 сентября 1752 года в городе Лейпциге в семье профессора медицины Иоганна Эрнста Гебенштрейта, умершего в декабре 1757 года и с юных лет приняла решение посвятить свою жизнь литературе.  От сводного брата, профессора теологии, она получила глубокое образование в области философии, истории, латыни и греческого языка, также научилась играть на фортепиано и арфе и выучила итальянский, английский и французский языки. 
Свою первую книгу «Heerfort und Klärchen», она опубликовала анонимно, когда ей было за двадцать и с тех пор писала минимум по одному-двум романам ежегодно.
В 1797 году, в возрасте 41 года, она вышла замуж за Лоренца Холдеридера, торговца и владельца поместья в Наумберге, который умер в 1800 году. Затем Науберт вышла замуж повторно за Иоганна Георга Науберта. Когда она постарела, глаза и уши стали слабыми, она создавала свои последние работы диктуя их.

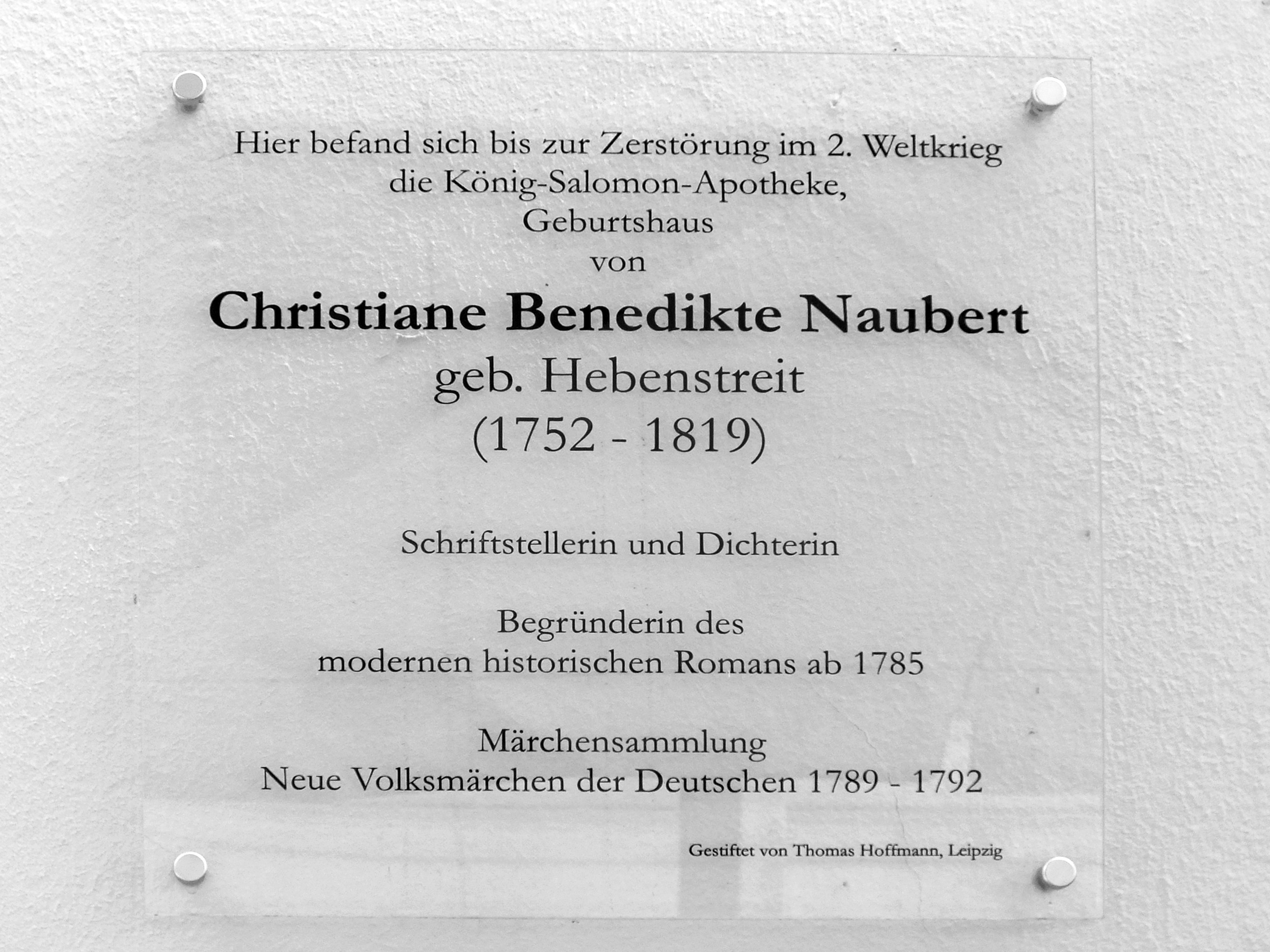
Памятная доска

Основные произведения писательницы — исторические романы (считается пионером этого жанра в 1780-е гг.), повести, басни, стихотворения (всего вышло свыше 50 томов) — имели в свое время большой успех и выходили в свет под псевдонимами Verfasser des Walther von Montbarry, Verfasser der Alme, Verfasserin des Walther von Montbarry и Fontanges о чем публике стало известно лишь в 1817 году, незадолго до её кончины; причем против её воли в статье в «Zeitung für die elegante Welt». Ее следующая книга «Розальба» (1817) единственная подписана настоящим именем. 
Христина Бенедикта Евгения Науберт скрывала своё имя не столько из скромности, сколько от понимания патриархата, при котором ей пришлось прожить всю жизнь. Пока её имя было тайной, отзывы на её сочинения были великолепны и публика с нетерпением ожидала новых книг. Немало людей полагало, что под этими псевдонимами пишет целая группа талантливых авторов. Но как только все узнали что автор женщина, на неё обрушился шквал критики, причем в широчайшем диапазоне: от простой бездарности, до плагиата. К счастью для нее она была уже очень стара, чтобы выслушивать всё это, а её близкие всячески ограждали её от подобных пасквилей.
Главные труды Науберт: «Walter von Montbarry»; «Geschichte der Gräfin Thekla von Thurn» (1788), которой воспользовался Шиллер для своего «Валленштейна»; «Konradin von Schwaben» (1788); «Elisabeth, Erbin von Toggenburg» (1789); «Heitere Träume in kleiner Erzählungen» (1806) и сборник «Neue Volksmärchen der Deutschen» (1789—1795).
Христина Бенедикта Евгения Науберт умерла 12 января 1819 года в родном городе. Сегодня она практически неизвестна даже в самой Германии.

## Публикации на русском языке
- Валтер Монбари, великий магистр Ордена рыцарей храма — Орел, 1819.
  - Часть первая
  - Часть вторая
  - Часть третья
  - Часть четвертая
  - Часть пятая
  - Часть шестая
  - Часть седьмая
  - Часть восьмая